# 顾优静
顾优静 (英語：Eugene Gu)是一位美国华人， 前肆业住院医生，企业家。
顾是被唐纳·特朗普阻止的一组Twitter用户之一，特朗普起诉总统在Knight First Amendment Institute诉特朗普案中侵犯了他们的第一修正权，并于2018年5月赢得了宣告性判决。

## 生平
1986年出生于加州旧金山的一个华人家庭，父亲来自南京。本科期间被授予霍华德·休斯医学研究所奖学金，2008年毕业于斯坦福医学院学士学位，后成立了一家名叫Ganogen的新兴生物技术公司。2015年毕业于杜克大学医学院博士学位。同年起在范德堡大学医学中心任职，2017年9月因为一张单膝跪地照片反对白人至上主义被病人家属抗议而遭医院调查，被调查期间从2017年11月20日至2018年3月停职停薪。
2017年7月他和其余六位推特用户联名状告唐纳德·特朗普因其账户被他屏蔽，2018年5月23日法官判决唐纳德·特朗普此举违反美国宪法第一修正案，要求他撤销对上述七位用户的言论封锁。2019年9月13日在推特上公开表示支持杨安泽参选2020年美国总统选举。